# Acatlán Fútbol Club
El ACF Zapotlanejo, también conocido como Acatlán Fútbol Club, es un equipo de fútbol de México que juega en la Serie A de la Segunda División del país. Tiene como sede el Estadio Municipal Miguel Hidalgo en la ciudad de Zapotlanejo, Jalisco.

## Historia
El equipo fue creado en el verano de 2016 tras el traslado del conjunto Vaqueros Bellavista, que tenía su sede en el municipio de Acatlán de Juárez, Jalisco. Su primer partido se jugó el 12 de septiembre de 2016 con victoria de 4-0 sobre el Club Deportivo Oro. Finalizaron su primera temporada como líderes del Grupo X con 84 puntos. Sin embargo, fueron eliminados en la primera ronda de liguilla tras caer por marcador global de 2-5 ante el Atlético Tecomán.
En su segunda temporada compitiendo, el cuadro finalizó de nuevo como líder del grupo X con 88 puntos. En la fase de liguilla eliminó a los cuadros: Troyanos de la UdeM; Tuzos de la UAZ "B"; Club Hidalguense; Atlético Valladolid; Águilas de la UAS y al Club Deportivo Uruapan, lo que le permitió llegar a la final de la división. La serie final de la temporada enfrentó al Acatlán contra el conjunto de la Marina, tras empatar a un gol en el global, fue necesaria la celebración de una tanda de penales, en la cual los Vaqueros se impusieron por 4-5, de esta forma el cuadro jalisciense consiguió su primer título en la historia.
Tras haber logrado el campeonato de Tercera División, el equipo principal se trasladó a la ciudad de Tepic, Nayarit, en donde pasó a llamarse Coras de Nayarit. Mientras tanto, se mantuvo otro conjunto en Acatlán de Juárez, registrado bajo el nombre Futcenter. En 2019, el equipo recuperó su identidad completa al ser registrado de nuevo como Acatlán ante la FMF.En la temporada 2021-22 el equipo cambió de sede al municipio de Zapotlanejo al considerar que en ese lugar se contaba con una mejor infraestructura para aspirar al ascenso de categoría. Un año más tarde el equipo volvió a liguilla luego de cuatro años, aunque siendo eliminado en octavos de final.
Después de varias temporadas con un comportamiento irregular, en la edición 2023-24 el Acatlán logró clasificarse de nuevo a la liguilla, luego de superar a rivales como Estudiantes de Querétaro, Santiago FC, Deportivo Zamora y Deportivo Etchojoa, el equipo jalisciense logró llegar a la final de la zona A, asegurando un ascenso a la Liga Premier. En la final de zona el Acatlán derrotó a Tigres de Alica, consiguiendo en primera instancia su pase a la Serie A de la Segunda División, misma categoría a la que había logrado ascender en el 2018 aunque perdiendo la franquicia por no cumplir con los requisitos para subir de división. Finalmente el Acatlán se quedó con el subcampeonato nacional de la categoría al perder el partido de campeones de zona ante el club Faraones de Texcoco.
Tras su ascenso a Segunda División el equipo cambió de administración, la nueva directiva intentó trasladar al equipo a la ciudad de Tepatitlán debido a que consideraron que no había instalaciones adecuadas para el desarrollo del club en Zapotlanejo.Sin embargo, finalmente el Acatlán no recibió la autorización necesaria para trasladarse a la ciudad alteña, por lo que la escuadra se vio obligada a continuar en Zapotlanejo durante la temporada 2024-25.No obstante, el equipo cambió su nombre de manera interna a CEFOR Tepatitlán, con el objetivo de posicionarse entre la afición de esa ciudad, pese a que se mantuvo la denominación de Acatlán Fútbol Club como la oficial ante las autoridades del fútbol mexicano, por otro lado, el equipo modificó sus colores, pasando a utilizar el rojo y el azul, los cuales son característicos de Tepatitlán.
Ante la imposibilidad de establecerse en Tepatitlán, el equipo inició la temporada en Zapotlanejo, sin embargo, a mitad del torneo se vio obligado a trasladarse al municipio de Arandas debido a que el Estadio Miguel Hidalgo de Zapotlanejo fue dañado por un fuerte temporal de lluvias, en su nueva ciudad el equipo recibió el apoyo de las autoridades locales, por lo que el Acatlán abandonó la marca CEFOR Tepatitlán para  usar una nueva denominada Trinca Guinda F.C., en consonancia con los equipos tradicionales de Arandas, en donde la directiva buscaba establecer el proyecto de manera definitiva, lo que también implicó un segundo cambio de colores para la temporada, pasando a adoptar el guinda y el blanco como su nueva identidad.
En junio de 2025 la directiva del club comunicó que el equipo volverá a jugar sus partidos como local en Zapotlanejo a partir de la temporada 2025-26, sin dar a conocer las razones para finalizar el proyecto que buscaba establecer a esta escuadra en Arandas. Tras el regreso a esa ciudad, el equipo adoptó una denominación, pasando a ser conocido como ACF Zapotlanejo.
En el plano deportivo a partir del ascenso a la también conocida como Liga Premier de México, la directiva del club estableció dos equipos filiales de fuerzas básicas para la Tercera División, uno con sede en Zapotlanejo y otro en la localidad de Cuauhtémoc, ubicada en el estado de Colima.

## Temporadas
Franquicia Acatlán F.C.
| Temporada     | División          | Posición                         |
| ------------- | ----------------- | -------------------------------- |
| 2016/2017     | 5.Tercera         | 1.º Grupo X (Fase Final Etapa 1) |
| 2017/2018     | 5.Tercera         | 1.º Grupo X (Campeón)            |
| 2019/2020     | 5.Tercera         | 4.º Grupo X                      |
| 2020/2021     | 5.Tercera         | 10.º Grupo X                     |
| 2021/2022     | 5.Tercera         | 7.º Grupo XII                    |
| 2022/2023     | 5.Tercera         | 1.º Grupo XIII (Octavos)         |
| 2023/2024     | 5.Tercera         | 2.º Grupo XIII (Final)           |
| Apertura 2024 | 3.Segunda Serie A | 5.º Grupo III                    |
| Clausura 2025 | 3.Segunda Serie A | 11.º Grupo III                   |

Franquicia Futcenter
| Temporada | División  | Posición              |
| --------- | --------- | --------------------- |
| 2018/2019 | 5.Tercera | 5.º Grupo X (Octavos) |

## Palmarés
| Competición nacional   | Títulos   | Subcampeonatos |
| ---------------------- | --------- | -------------- |
| Tercera División (1/1) | 2017/2018 | 2023/2024      |